# Tishomingo
|  | Aquest article tracta sobre el cabdill amerindi. Vegeu-ne altres significats a «Tishomingo (Oklahoma)». |

Tishomingo o Tishu Minku va ser un dels darrers caps de pura sang chickasaw. Tishomingo va néixer aproximadament en 1734 en l'actual comtat de Lee (Mississipi). va servir amb el general Anthony Wayne contra els amerindis shawnee al Territori del Nord-Oest i va rebre una medalla del president George Washington. Era conegut pels seus guerrers per l'exemple i va ser molt respectat per la seva honestedat i alts estàndards morals. Va servir amb distinció en l'exèrcit dels Estats Units en el batalla de Fallen Timbers, la Guerra dels Bastons Vermells amb els creek i en la Guerra de 1812.
Durant la guerra de 1812 Tishomingo va servir sota les ordres de Andrew Jackson. Després del seu servei en l'exèrcit, es va retirar per dedicar-se a l'agricultora fins que els colons blancs van arribar a la seva terra. Va fer diversos viatges a Filadèlfia i Washington, DC, i va ser un dels signants principal dels Tractats de 1816 i 1818, així com el Tractat de Pontotoc de 1832. El petit poble que va créixer prop d'aquest lloc va ser nomenat Tishomingo en honor del gran cap.
En 1837 un tractat final els va obligar a traslladar-se al Territori Indi. El 5 de maig de 1838 va morir de verola en el Camí de les Llàgrimes d'Arkansas prop Little Rock. El comtat de Tishomingo, Tishomingo (Mississipi) i el Parc Estatal Tishomingo porten el nom de Tishomingo. Tishomingo (Oklahoma) porta el seu nom i està a l'àrea de l'antic territori indi, al qual els chickasaw es van veure obligats a desplaçar-se.